# Bahnstrecke Meziměstí–Ścinawka Średnia
| Kursbuchstrecke (SŽ): | 027                                                |                                                     |                                                     |
| Streckenlänge: | 24,2 km                                            |                                                     |                                                     |
| Spurweite: | 1435 mm (Normalspur)                               |                                                     |                                                     |
| Streckenklasse: | Meziměstí–Broumov: C2 Broumov–Otovice zastávka: A1 |                                                     |                                                     |
| Maximale Neigung: | 12,0 ‰                                             |                                                     |                                                     |
| Streckengeschwindigkeit: | 60 km/h                                            |                                                     |                                                     |
| |                                                    |                                                     |                                                     |
| \| \| \| von Wałbrzych Szczawienko (vorm. BSF) \| \| \| \| 0,000 \| Meziměstí früher Halbstadt \| Meziměstí früher Halbstadt \| \| \| \| nach Choceň (vorm. StEG) \| \| \| \| \| von odb. Náchodská \| \| \| \| 0,792 \| odbočka Broumovská \| odbočka Broumovská \| \| \| \| vlečka CEDIMA \| \| \| \| 1,834 \| Ruprechtice früher Ruppersdorf-Dittersbach \| Ruprechtice früher Ruppersdorf-Dittersbach \| \| \| 3,270 \| Hynčice früher Heinzendorf \| Hynčice früher Heinzendorf \| \| \| \| Stěnava \| \| \| \| \| Stěnava \| \| \| \| 6,852 \| Broumov-Olivětín früher Braunau-Ölberg \| Broumov-Olivětín früher Braunau-Ölberg \| \| \| \| vlečka VEBA \| \| \| \| 10,014 \| Broumov früher Braunau \| Broumov früher Braunau \| \| \| 13,477 \| Otovice früher Ottendorf \| Otovice früher Ottendorf \| \| \| 14,725 \| Otovice zastávka früher Ottendorf Kirche \| Otovice zastávka früher Ottendorf Kirche \| \| \| 16,60 7,634 \| Staatsgrenze Tschechien/Polen \| Staatsgrenze Tschechien/Polen \| \| \| 7,557 \| Tłumaczów Urząd Celny früher Tuntschendorf \| Tłumaczów Urząd Celny früher Tuntschendorf \| \| \| 7,200 \| Ścinawka \| Ścinawka \| \| \| \| Ladestelle Kopalnia Melafiru Tłumaczów \| \| \| \| 5,400 \| Tłumaczów früher Nieder Tuntschendorf \| Tłumaczów früher Nieder Tuntschendorf \| \| \| 3,625 \| Ścinawka \| Ścinawka \| \| \| \| Straße 387 \| \| \| \| 1,90 \| Ścinawka Górna (Betriebsbahnhof) \| Ścinawka Górna (Betriebsbahnhof) \| \| \| 0,580 \| Infrastrukturgrenze Anschlussbahn / PLK \| Infrastrukturgrenze Anschlussbahn / PLK \| \| \| \| Verbindungsgleis nach Ścinawka Średnia Dworzec Mały \| \| \| \| \| von Wałbrzych Główny \| \| \| \| 0,000 \| Ścinawka Średnia früher Mittelsteine \| Ścinawka Średnia früher Mittelsteine \| \| \| \| nach Kłodzko Główne \| \| \| \| \| \| \| \| Quellen: [1][2][3] \| \| \| \| |                                                    |                                                     |                                                     |
| Strecke |                                                    | von Wałbrzych Szczawienko (vorm. BSF)               | von Wałbrzych Szczawienko (vorm. BSF)               |
| Bahnhof | 0,000                                              | Meziměstí früher Halbstadt                          | Meziměstí früher Halbstadt                          |
| Abzweig geradeaus und nach rechts |                                                    | nach Choceň (vorm. StEG)                            | nach Choceň (vorm. StEG)                            |
| Abzweig geradeaus und von rechts |                                                    | von odb. Náchodská                                  | von odb. Náchodská                                  |
| Blockstelle | 0,792                                              | odbočka Broumovská                                  | odbočka Broumovská                                  |
| Abzweig geradeaus und von rechts |                                                    | vlečka CEDIMA                                       | vlečka CEDIMA                                       |
| Haltepunkt / Haltestelle | 1,834                                              | Ruprechtice früher Ruppersdorf-Dittersbach          | Ruprechtice früher Ruppersdorf-Dittersbach          |
| Haltepunkt / Haltestelle | 3,270                                              | Hynčice früher Heinzendorf                          | Hynčice früher Heinzendorf                          |
| Brücke über Wasserlauf |                                                    | Stěnava                                             | Stěnava                                             |
| Brücke über Wasserlauf |                                                    | Stěnava                                             | Stěnava                                             |
| Bahnhof | 6,852                                              | Broumov-Olivětín früher Braunau-Ölberg              | Broumov-Olivětín früher Braunau-Ölberg              |
| Abzweig geradeaus und nach rechts |                                                    | vlečka VEBA                                         | vlečka VEBA                                         |
| Bahnhof | 10,014                                             | Broumov früher Braunau                              | Broumov früher Braunau                              |
| ehemaliger Bahnhof | 13,477                                             | Otovice früher Ottendorf                            | Otovice früher Ottendorf                            |
| ehemaliger Haltepunkt / Haltestelle Strecke ab hier außer Betrieb | 14,725                                             | Otovice zastávka früher Ottendorf Kirche            | Otovice zastávka früher Ottendorf Kirche            |
| Grenze (Strecke außer Betrieb) | 16,60 7,634                                        | Staatsgrenze Tschechien/Polen                       | Staatsgrenze Tschechien/Polen                       |
| Haltepunkt / Haltestelle (Strecke außer Betrieb) | 7,557                                              | Tłumaczów Urząd Celny früher Tuntschendorf          | Tłumaczów Urząd Celny früher Tuntschendorf          |
| Brücke über Wasserlauf (Strecke außer Betrieb) | 7,200                                              | Ścinawka                                            | Ścinawka                                            |
| Betriebs-/Güterbahnhof Strecke bis hier außer Betrieb |                                                    | Ladestelle Kopalnia Melafiru Tłumaczów              | Ladestelle Kopalnia Melafiru Tłumaczów              |
| ehemaliger Haltepunkt / Haltestelle | 5,400                                              | Tłumaczów früher Nieder Tuntschendorf               | Tłumaczów früher Nieder Tuntschendorf               |
| Brücke über Wasserlauf | 3,625                                              | Ścinawka                                            | Ścinawka                                            |
| Brücke |                                                    | Straße 387                                          | Straße 387                                          |
| Dienststation / Betriebs- oder Güterbahnhof | 1,90                                               | Ścinawka Górna (Betriebsbahnhof)                    | Ścinawka Górna (Betriebsbahnhof)                    |
| Grenze | 0,580                                              | Infrastrukturgrenze Anschlussbahn / PLK             | Infrastrukturgrenze Anschlussbahn / PLK             |
| Abzweig geradeaus und nach rechts |                                                    | Verbindungsgleis nach Ścinawka Średnia Dworzec Mały | Verbindungsgleis nach Ścinawka Średnia Dworzec Mały |
| Abzweig geradeaus und von links |                                                    | von Wałbrzych Główny                                | von Wałbrzych Główny                                |
| Bahnhof | 0,000                                              | Ścinawka Średnia früher Mittelsteine                | Ścinawka Średnia früher Mittelsteine                |
| Strecke |                                                    | nach Kłodzko Główne                                 | nach Kłodzko Główne                                 |
| |                                                    |                                                     |                                                     |
| Quellen: |                                                    |                                                     |                                                     |

Die Bahnstrecke Meziměstí–Ścinawka Średnia ist eine Eisenbahnverbindung in Tschechien und Polen, die ursprünglich durch die privilegierte österreichisch-ungarische Staatseisenbahn-Gesellschaft (StEG) erbaut und betrieben wurde. Sie zweigt in Meziměstí (Halbstadt) von der Bahnstrecke Choceň–Meziměstí ab und führt über Broumov (Braunau) nach Ścinawka Średnia (Mittelsteine), wo sie in die Bahnstrecke Wałbrzych–Kłodzko einmündet.
In Betrieb ist heute nur noch der Abschnitt Meziměstí–Broumov, der grenzüberschreitende Verkehr wurde 1953 eingestellt. Zwischen Tłumaczów und Ścinawka Średnia wird die Strecke nach längerer Stilllegung seit Juli 2010 als nichtöffentliche Anschlussbahn genutzt.

## Geschichte

### Vorgeschichte und Bau
Am 14. September 1872 erhielt die k.k priv. österreichische Staatseisenbahn-Gesellschaft „das Recht zum Baue und Betriebe einer Locomotiveisenbahn von Chotzen nach Neusorge mit Anschlüssen einerseits über Braunau nach Neurode, andererseits gegen Waldenburg mit einer Zweigbahn von der Strecke Nachod–Neustadt an einen geeigneten Punct der südnorddeutschen Verbindungsbahn“ erteilt. Teil dieser Konzession war die Verpflichtung, ein zweites Gleis vorzusehen, „wenn der jährliche Rohertrag zweier aufeinanderfolgender Jahre die Summe von 180.000 fl. österreichischer Währung überschreitet“. Der Konzessionär wurde zudem verpflichtet, den Bau binnen sechs Monaten nach Konzessionserteilung zu beginnen und innerhalb von drei Jahren „die fertige Bahn dem öffentlichen Verkehre zu übergeben“.
Die Kreuzungsgleise in den Bahnhöfen erhielten eine Nutzlänge von 330 Metern. Damit konnten Züge mit bis zu 70 Wagen verkehren.
Am 15. Juli 1875 wurde die Hauptverbindung von Chotzen über Halbstadt bis Braunau eröffnet. Ein Jahr später – am 26. Juli 1876 – ging noch die kurze Fortsetzung bis Ottendorf in Betrieb.

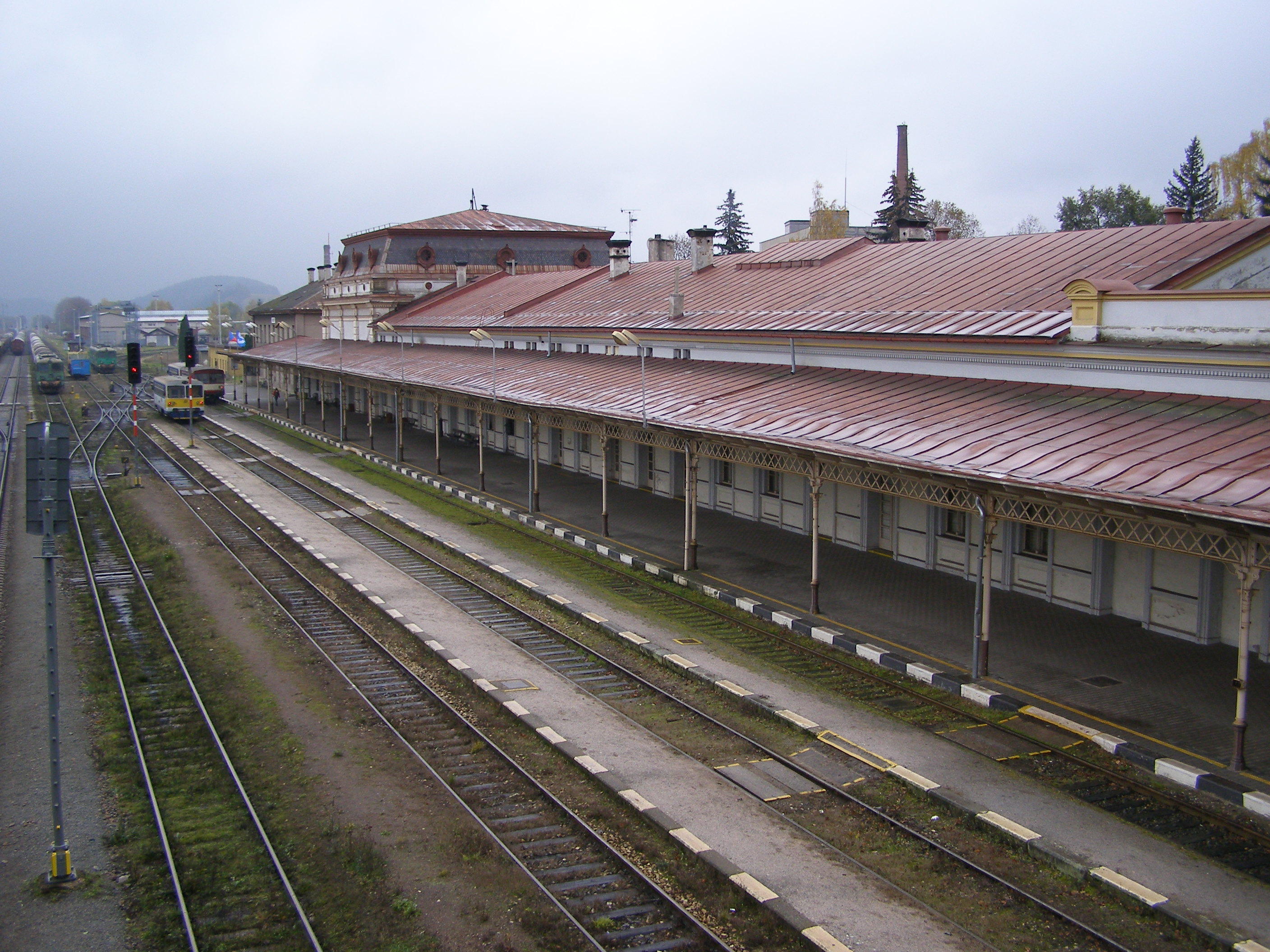
Grenzbahnhof Meziměstí: Geradeaus führen die Gleise in Richtung Broumov, über die Gleisverbindung nach rechts führen sie nach Choceň. (2007)

Die geplante Strecke über die Landesgrenze gegen Neurode konnte dort zunächst nicht realisiert werden. Auch in Halbstadt bestand zunächst nur eine provisorische Station, da die preußische Strecke Richtung Waldenburg und Breslau noch im Planungsstadium war. Der Bahnhof Halbstadt wurde schließlich als Bogendreieck realisiert. Das Empfangsgebäude und die Bahnsteige lagen dabei nur an den Gleisen Richtung Landesgrenze, sodass alle Reisezüge in der Relation Chotzen–Ottendorf dort fortan kopfmachen mussten. Der für diese Verkehrsrichtung vorgesehene Verbindungsbogen wurde nur vom Güterverkehr benutzt. Die Breslau-Schweidnitz-Freiburger Eisenbahn-Gesellschaft eröffnete die grenzüberschreitende Strecke Niedersalzbrunn–Halbstadt am 15. Mai 1878.
Grundlage für den Weiterbau der Strecke nach Preußen war schließlich ein Staatsvertrag zwischen Österreich-Ungarn und dem Deutschen Reich vom 14. März 1885. Er trat mit dem Austausch der Ratifikationsurkunden am 5. Juni 1885 in Berlin in Kraft. Dabei verpflichtet sich die preußische Regierung, den auf eigenem Territorium gelegenen Abschnitt auf eigene Rechnung auszuführen. Österreich sicherte hingegen zu, dass die StEG den auf österreichischem Gebiet gelegenem Abschnitt gleichzeitig mit der preußischen Strecke fertigstellen und in Betrieb nehmen wird. Als Wechselstation zwischen den Bahnverwaltungen wurde der schon bestehende Bahnhof Mittelsteine an der Linie Dittersbach–Glatz bestimmt. Für den Betrieb der gesamten Strecke wurde die StEG verpflichtet, sie sollte darüber hinaus auch für die Instandhaltung und für etwaige Erweiterungen der preußischen Strecke zuständig sein.
Am 5. April 1889 wurde die Strecke Ottendorf–Mittelsteine eröffnet.

### Erste Betriebsjahre
Nach der Verstaatlichung der StEG am 1. Januar 1908 ging die Strecke an die k.k. Staatsbahnen (kkStB) über.
Im Jahr 1912 wies der Fahrplan vier Personenzugpaare 2. und 3. Klasse von Chotzen über Halbstadt nach Mittelsteine aus. Drei der vier Züge waren beschleunigte Personenzüge, die nicht auf allen Stationen hielten.
Nach dem Ersten Weltkrieg traten an Stelle dr kkStB die neu gegründeten Tschechoslowakischen Staatsbahnen ČSD. Der erste Fahrplan der ČSD von 1919 verzeichnete zwei durchgehende Reisezugpaare von Chotzen über Halbstadt nach Mittelsteine. Weitere Züge endeten von Chotzen bzw. Wekelsdorf (Teplice nad Metuji) kommend bereits in Braunau. Die Fahrzeit der Züge zwischen Halbstadt und Braunau betrug etwa eine Stunde.

### Im Zweiten Weltkrieg
Nach der Angliederung des Sudetenlandes an Deutschland im Oktober 1938 kam die Strecke zur Deutschen Reichsbahn, Reichsbahndirektion Breslau. Im Reichskursbuch war die Verbindung nun als Kursbuchstrecke 155e Mittelsteine–Halbstadt–Wekelsdorf–Matha-Mohren enthalten. Der Fahrplan von 1939 enthielt insgesamt sechs täglich verkehrende Personenzugpaare, die zum Teil von und nach Wekelsdorf durchgebunden waren. Weitere vier Züge verdichteten den Fahrplan zwischen Halbstadt und Braunau. Die Fahrzeit für die 24 Kilometer lange Strecke betrug zwischen 46 und 49 Minuten. Am Ende des Krieges im Mai 1945 wurde der Betrieb eingestellt.

### Der Niedergang nach dem Zweiten Weltkrieg

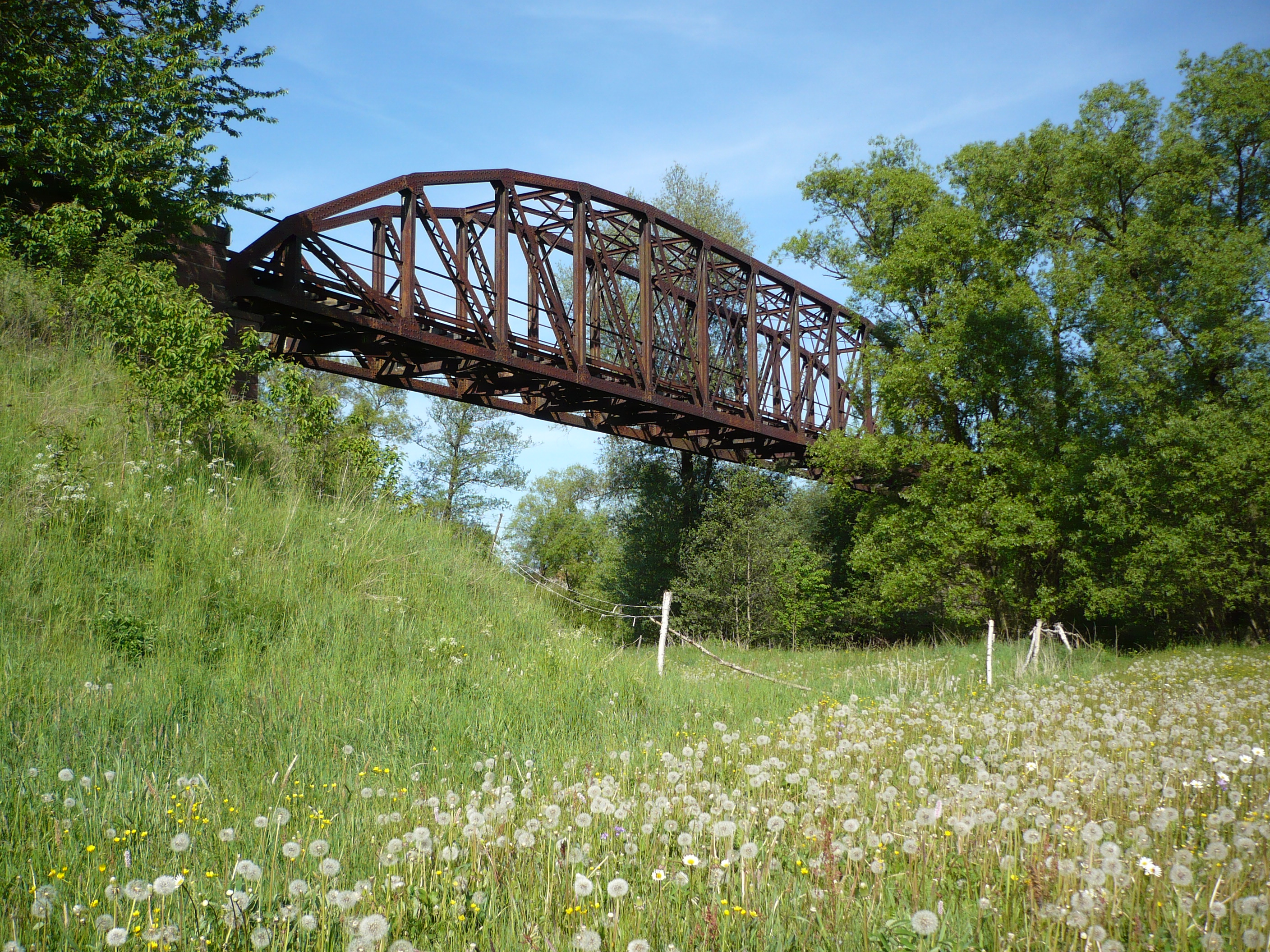
Devastierte Brücke unmittelbar an der Staatsgrenze (2009)

Nach dem Ende des Zweiten Weltkriegs kam der auf böhmischem Gebiet gelegene Abschnitt wieder zu den ČSD. Niederschlesien wurde 1945 entsprechend dem Potsdamer Abkommen polnisches Staatsgebiet, Eigentümer des dortigen Streckenabschnittes waren nun die Polnischen Staatsbahnen (PKP). Der Zugverkehr wurde zunächst nicht wieder aufgenommen. Im Jahr 1946 entfernte die PKP an der Grenze einen Gleisabschnitt. Begründet war das mit dem Konflikt zwischen Polen und der Tschechoslowakei um das Gebiet der vormaligen Grafschaft Glatz, welche in jener Zeit von der Tschechoslowakei als historisches Staatsgebiet beansprucht wurde. Durch die Unterbrechung der Strecke sollte einer schnellen Besetzung des Landes durch tschechoslowakische Truppen vorgebeugt werden.
Nach Beilegung des Konfliktes nutzten die PKP die Strecke für einen privilegierten Durchgangsverkehr (PED) in der Relation Ścinawka Średnia–Meziměstí–Boguszów (Mittelsteine–Halbstadt–Gottesberg), da die eigene, parallel verlaufende Verbindung Wałbrzych–Kłodzko (Waldenburg-Dittersbach–Glatz) wegen der Kriegszerstörungen an Tunneln und Brücken noch nicht durchgehend befahrbar war. Nach Wiederherstellung dieser Strecke im Jahr 1953 wurde der PED eingestellt und die Gleise an der Grenze abgebaut.
Die PKP betrieb den polnischen Abschnitt fortan nur noch im Güterverkehr bis zur Ladestelle des Steinbruches in Tłumaczów. Der Reiseverkehr wurde nicht mehr aufgenommen. Am 28. August 1969 wurde die verbliebene Strecke schließlich zur Anschlussbahn des Steinbruches Tłumaczów erklärt. Ende der 1980er Jahre wurde sie letztmals befahren.
Die ČSD nutzte die Trasse im Reiseverkehr auch weiterhin bis zum letzten auf tschechoslowakischen Staatsgebiet liegenden Haltepunkt. Der Fahrplan von 1988 verzeichnete insgesamt 14 Personenzüge zwischen Meziměstí und Broumov, von denen zwölf weiter bis Otovice zastavka verkehrten. Der Güterverkehr wurde bis Broumov zurückgezogen, die entsprechenden Anlagen im Bahnhof Otovice abgebaut.

### Im Betrieb der České dráhy

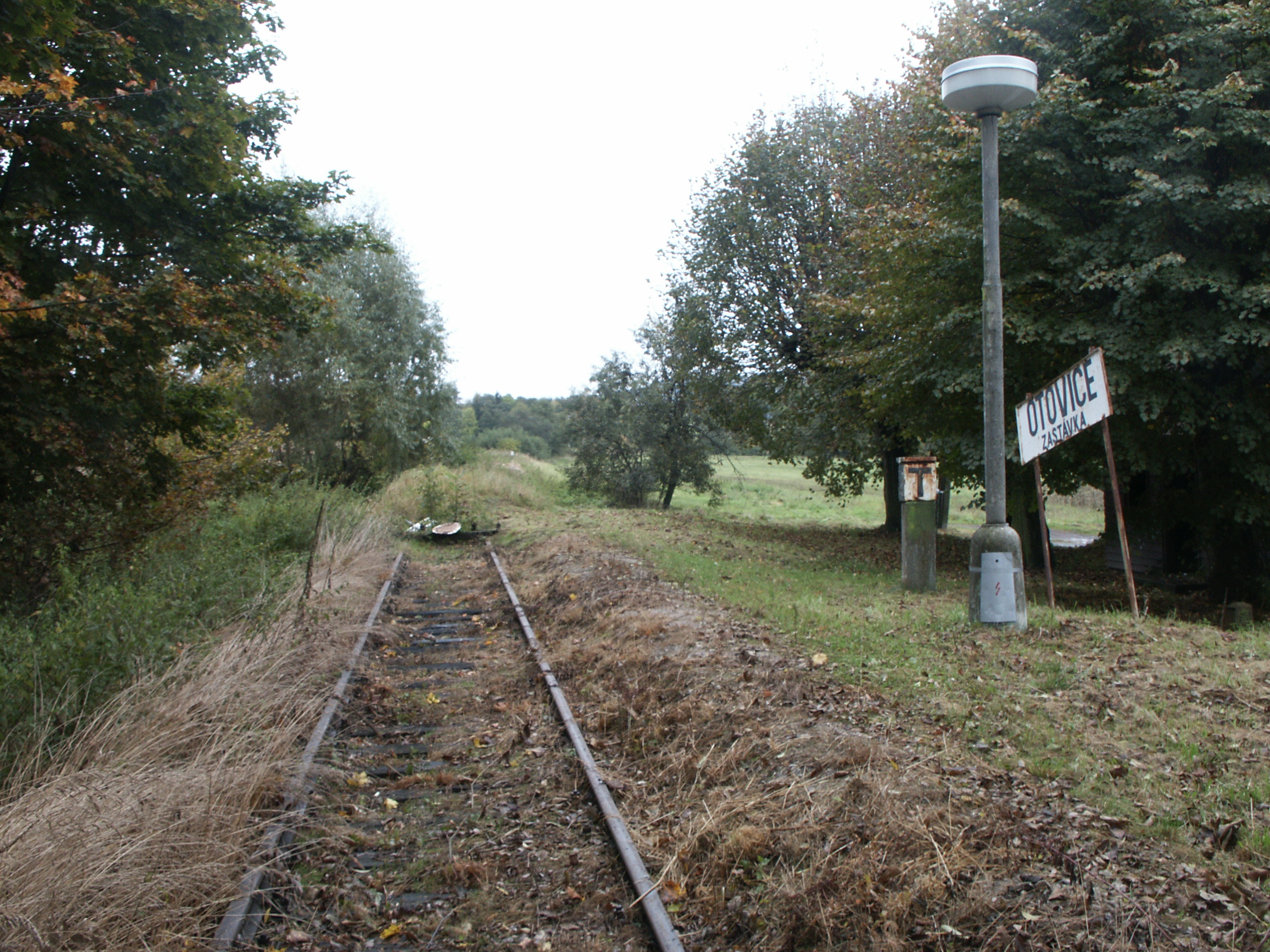
Gleisende bei Otovice zastávka (2007)

Am 1. Jänner 1993 ging der tschschiehe Abschnitt im Zuge der Dismembration der Tschechoslowakei an die neu gegründeten České dráhy (ČD) über. Seit 2003 gehört sie zum Netz des staatlichen Infrastrukturbetreibers Správa železniční dopravní cesty (SŽDC), heute: Správa železnic.
Der Fahrplan 1995 verzeichnete insgesamt elf Reisezugpaare zwischen Meziměstí und Otovice zastávka. Weitere fünf Züge verkehrten nur zwischen Mezimesti und Broumov. Eine Durchbindung der Züge aus Richtung Choceň erfolgte in jener Zeit nicht.
Der Reiseverkehr zwischen Broumov und Otovice zastávka wurde am 11. Dezember 2005 eingestellt. Die Umsetzmöglichkeit im neuen Endbahnhof Broumov ermöglichte nun auch den Durchlauf einiger Züge zwischen Broumov und Týniště nad Orlicí. Erstmals wurde das im Fahrplanjahr 2007/2008 im größeren Stil praktiziert. In jenem Jahr gab es drei solcher Zugpaare, weitere verkehrten von und nach Starkoč oder Trutnov.
Im Fahrplan 2010 gibt es zwischen Meziměstí und Broumov werktags einen festen Einstundentakt, an Wochenenden fahren mindestens aller zwei Stunden Züge. Eingesetzt werden alternierend Eil- und Personenzüge mit Halt auf allen Unterwegsbahnhöfen. Die Eilzüge verkehren stets von und nach Starkoč, wo direkter Anschluss an eine Schnellzugverbindung nach Prag besteht. Die Personenzüge bedienen zumeist nur die Strecke Meziměstí–Broumov, zum Teil werden sie auch von und nach Náchod durchgebunden. In Ruprechtice, Hynčice und Broumov-Olivětín halten die Züge nur noch bei Bedarf.

### Der Wiederaufbau zwischen Tłumaczów und Ścinawka Średnia

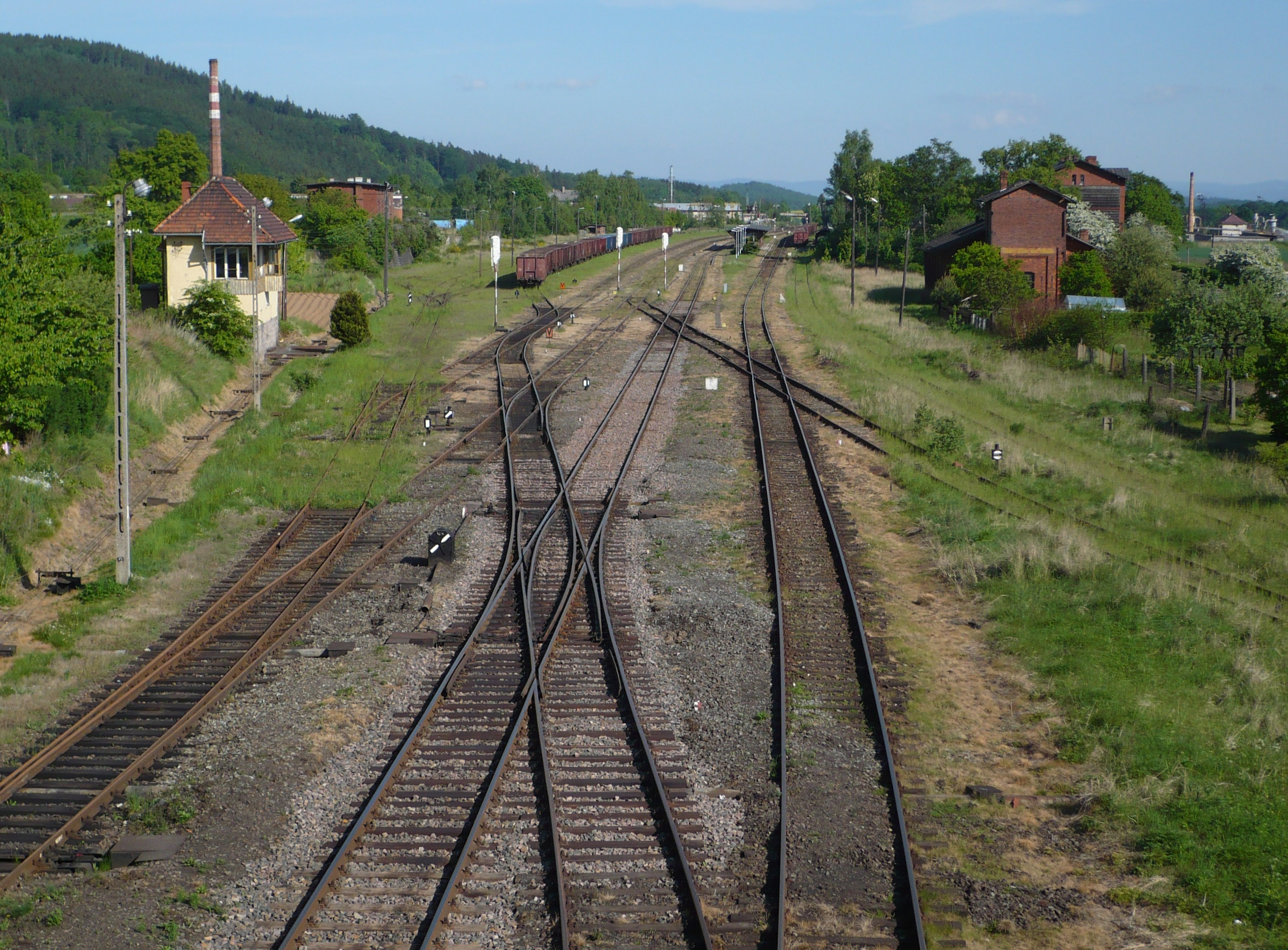
Bahnhof Ścinawka Średnia im Mai 2009; die Arbeiten zum Wiederaufbau der abzweigenden Strecke nach Tłumaczów haben noch nicht begonnen.

Im Jahr 2009 gab die Firma Strateg Capital Sp. z o.o. bekannt, dass sie nach über 30 Jahren Stillstand den Abbau von Melaphyr in Tłumaczów wieder aufnehmen möchte. Geplant ist eine jährliche Fördermenge von 2 Millionen Tonnen Gestein. Der tägliche Ausstoß des Steinbruches wird 8000 Tonnen betragen, eine Menge, die nur per Bahntransport zu bewegen ist.
Der erste Plan zum Wiederaufbau der Eisenbahnlinie auf dem alten Planum bis Tłumaczów sah eine Fertigstellung bis Ende März 2010 vor. Letztlich begannen die Bauarbeiten auf dem sieben Kilometer langen Abschnitt im Sommer 2009. Neben dem Neubau des Gleises war auch eine Erneuerung sämtlicher Brücken unumgänglich. Sie entstanden in Vollwandträgerbauweise auf Betonpfeilern vollkommen neu. Als Betriebsmittelpunkt wurde ein neuer Bahnhof mit einem Haupt- und zwei Abstellgleisen in Ścinawka Górna konzipiert. Sicherungstechnisch ist die neue Strecke wie eine Hauptbahn ausgerüstet, die Streckengeschwindigkeit liegt bei 80 km/h.
Am 30. Juli 2010 – vier Monate nach dem avisierten Termin – wurde die neue Strecke schließlich in Betrieb genommen. Da die Verladeanlage in Tłumaczów noch nicht fertiggestellt ist, wird der produzierte Schotter zunächst provisorisch mit Förderbändern verladen. Die Beförderung der Güterzüge übernimmt die polnische Eisenbahngesellschaft PKP Cargo.